# جوناثان دومينغيز
جوناثان دومينغيز (بالإسبانية: Jonathan Domínguez)‏ هو لاعب كرة قدم أرجنتيني في مركز الوسط، ولد في 14 ديسمبر 1990 في بوينس آيرس في الأرجنتين. لعب مع نادي براشوف ونادي كوكيمبو أونيدو.

## وصلات خارجية
- جوناثان دومينغيز على موقع قاعدة بيانات كرة القدم.إي يو (الإنجليزية)
- جوناثان دومينغيز على موقع Soccerway.com (الإنجليزية)
- جوناثان دومينغيز على موقع AS.com (الإسبانية)